# Badlands Tour
Badlands Tour es la gira mundial debut de la cantante estadounidense Halsey, que tiene el fin de promocionar su primer álbum de estudio titulado Badlands, lanzado al mercado en 2015. La gira tuvo lugar en Asia, Europa, América y Oceanía, los shows de la gira fueron renovados a partir del 14 de mayo. El repertorio de canciones consistió mayormente del álbum debut de Halsey, Badlands.

## Desarrollo

### Escenarios
El primer escenario, consistía en cuatro pantallas leeds ubicadas a los lados del escenario, acompañados de varias luces esparcidas por todo el escenario.
El segundo escenario, consistía en una pantalla leed ubicada en el escenario junto con otras 2 pantallas en forma de X y 15 iluminadores en forma de triángulo ubicados de forma que puedan ambientar el concierto.
Y el último escenario utilizado durante el «Badlands Tour» fue el más grande de toda la gira y fue estrenado el 16 de julio en el festival Coachella, también fue utilizado en las diferentes arenas y teatros de más de cuatro mil personas. El escenario consistía de una pantalla que cubría todo el escenario y una más pequeña por delante de esta la cual cubría el lado superior del escenario, a los lados había 4 torres ubicadas de manera equitativa las cuales tenían escaleras a los lados para que Halsey pudiera bajar del lado superior del escenario.

### Shows especiales
El 16 y 23 de abril durante el Coachella Halsey reinvento el show iniciando con «Gasoline» y para después seguir con «Hold Me Down» en esta se instalaba un tubo de pole dance y una bailarina salía al escenario para bailar mientras Halsey cantaba, al final del show Halsey tuvo a Brendon Urie de Panic! at the Disco con el cual canto dos canciones «New Americana» y «I Write Sins Not Tragedies».

## Recepción de la crítica
Kitty Empire de The Guardian valoró el concierto de Halsey en Londres, el 23 de febrero de 2016 con tres estrellas de cinco y lo describen como "Cruda y verdadera" y alabó su capacidad de animar a todo el público, «Durante una hora y un cacho, casi todo el mundo en la multitud grita más o menos cada palabra de las canciones que canta Halsey, incluso un número muy conmovedor de los padres..» El sitio web "Celeb Mix" alabó la voz de Halsey en vivo «Halsey demostró que su voz no solo suena bien grabada y manipulada en un estudio - ella deja sin aliento a todo el mundo en el escenario. CelebMix tuvo el placer de asistir a el cuarto espectáculo en el recorrido en el Allen Event Center el 10 de julio en Texas, y la experiencia fue más allá de lo imaginable.»

## Mangas
- Manga 1: América del Norte (29 presentaciones)
- Manga 2: Oceanía (8 presentaciones)
- Manga 3: Asia (3 presentaciones)
- Manga 4: América del Norte (1 presentación)
- Manga 5: Europa (13 presentaciones)
- Manga 6: Sudamérica (3 presentaciones)
- Manga 7: América del Norte (30 presentaciones)
- Manga 8: Asia (1 presentación)

## Lista de canciones
1. «Gasoline»
2. «Hold Me Down»
3. «Castle»
4. «Strange Love»
5. «Haunting»
6. «Roman Holiday»
7. «Control»
8. «Drive»
9. «Ghost»
10. «Is There Somewhere»
11. «Colors pt 2»
12. «Colors»
13. «Hurricane»
14. «New Americana»
15. «Young God»

| Lista renovada |
| --- |
| 1. «Gasoline» 2. «Hold Me Down» 3. «Castle» 4. «Haunting» 5. «The Feeling» 6. «Roman Holiday» 7. «Control» 8. «Drive» 9. «Ghost» 10. «Is There Somewhere» 11. «Hurricane»» 12. «Coming Down» 13. «New Americana» 14. «Colors pt 2» 15. «Colors» 16. «Young God» |

## Fechas de la gira
| Fecha                            | Ciudad            | País           | Lugar                                                |
| -------------------------------- | ----------------- | -------------- | ---------------------------------------------------- |
| Badlands Tour: Installment One   |                   |                |                                                      |
| Norteamérica                     |                   |                |                                                      |
| 30 de septiembre de 2015         | San Diego         | Estados Unidos | House of Blues                                       |
| 1 de octubre de 2015             | Scottsdale        | Estados Unidos | Livewire                                             |
| 2 de octubre de 2015             | Austin            | Estados Unidos | Zilker Park                                          |
| 3 de octubre de 2015             | Austin            | Estados Unidos | Zilker Park                                          |
| 4 de octubre de 2015             | Austin            | Estados Unidos | Zilker Park                                          |
| 7 de octubre de 2015             | Houston           | Estados Unidos | House of Blues                                       |
| 8 de octubre de 2015             | Dallas            | Estados Unidos | South Side Ballroom                                  |
| 16 de octubre de 2015            | Atlanta           | Estados Unidos | Buckhead Theatre                                     |
| 17 de octubre de 2015            | Orlando           | Estados Unidos | House of Blues                                       |
| 19 de octubre de 2015            | Filadelfia        | Estados Unidos | Union Transfer                                       |
| 20 de octubre de 2015            | Washington D. C.  | Estados Unidos | 9:30 Club                                            |
| 22 de octubre de 2015            | Nueva York        | Estados Unidos | Webster Hall                                         |
| 23 de octubre de 2015            | Nueva York        | Estados Unidos | Webster Hall                                         |
| 24 de octubre de 2015            | Boston            | Estados Unidos | House of Blues                                       |
| 27 de octubre de 2015            | Columbus          | Estados Unidos | Newport Music Hall                                   |
| 28 de octubre de 2015            | Chicago           | Estados Unidos | The Vic Theatre                                      |
| 29 de octubre de 2015            | Chicago           | Estados Unidos | The Vic Theatre                                      |
| 2 de noviembre de 2015           | Montreal          | Canadá         | Métropolis                                           |
| 3 de noviembre de 2015           | Toronto           | Canadá         | The Phoenix                                          |
| 6 de noviembre de 2015           | Minneapolis       | Estados Unidos | Varsity Theatre                                      |
| 9 de noviembre de 2015           | Englewood         | Estados Unidos | Gothic Theatre                                       |
| 12 de noviembre de 2015          | Seattle           | Estados Unidos | Showbox Club                                         |
| 13 de noviembre de 2015          | Vancouver         | Canadá         | Rio Theatre                                          |
| 14 de noviembre de 2015          | Portland          | Estados Unidos | Wonder Ballroom                                      |
| 16 de noviembre de 2015          | San Francisco     | Estados Unidos | The Fillmore                                         |
| 18 de noviembre de 2015          | Los Ángeles       | Estados Unidos | The Fonda Theatre                                    |
| 19 de noviembre de 2015          | Los Ángeles       | Estados Unidos | The Fonda Theatre                                    |
| 21 de noviembre de 2015          | Ciudad de México  | México         | Corona Capital                                       |
| Badlands Tour: Installment Two   |                   |                |                                                      |
| Oceania                          |                   |                |                                                      |
| 29 de diciembre de 2015          | Lorne             | Australia      | Falls festival                                       |
| 30 de diciembre de 2015          | Marion Bay        | Australia      | Falls festival                                       |
| 1 de enero de 2016               | Sídney            | Australia      | Field Day                                            |
| 2 de enero de 2016               | Byron Bay         | Australia      | Falls Festival                                       |
| 6 de enero de 2016               | Melbourne         | Australia      | Palais Theatre                                       |
| 7 de enero de 2016               | Sídney            | Australia      | Metro Theatre                                        |
| 8 de enero de 2016               | Sídney            | Australia      | Metro Theatre                                        |
| 10 de enero de 2016              | Perth             | Australia      | Southbound Festival                                  |
| Asia                             |                   |                |                                                      |
| 14 de enero de 2016              | Tokio             | Japón          | Shibuya Duo Music Exchange                           |
| 15 de enero de 2016              | Tokio             | Japón          | Shibuya Duo Music Exchange                           |
| 18 de enero de 2016              | Osaka             | Japón          | Umeda Akaso                                          |
| Oceanía                          |                   |                |                                                      |
| 23 de enero de 2016              | Honolulu          | Estados Unidos | Republik                                             |
| Europa                           |                   |                |                                                      |
| 17 de febrero de 2016            | Estocolmo         | Suecia         | Münchenbryggeriet                                    |
| 19 de febrero de 2016            | Glasgow           | Reino Unido    | O2 ABC                                               |
| 20 de febrero de 2016            | Birmingham        | Reino Unido    | The Institute                                        |
| 22 de febrero de 2016            | Mánchester        | Reino Unido    | Manchester Academy Braunfels                         |
| 23 de febrero de 2016            | Londres           | Reino Unido    | O2 Academy Brixton                                   |
| 26 de febrero de 2016            | Ámsterdam         | Países Bajos   | Melkweg                                              |
| 27 de febrero de 2016            | Copenhague        | Dinamarca      | Koncerthuset                                         |
| 28 de febrero de 2016            | Oslo              | Noruega        | Sentrum Scene                                        |
| 2 de marzo de 2016               | Colonia           | Alemania       | Essigfabrik                                          |
| 3 de marzo de 2016               | Berlín            | Alemania       | Kesselhaus                                           |
| 5 de marzo de 2016               | Milán             | Italia         | Fabrique                                             |
| 7 de marzo de 2016               | Barcelona         | España         | Razzmatazz                                           |
| 9 de marzo de 2016               | París             | Francia        | La Cigale                                            |
| Sudamérica                       |                   |                |                                                      |
| 12 de marzo de 2016              | São Paulo         | Brasil         | Lollapalooza Brasil                                  |
| 18 de marzo de 2016              | Buenos Aires      | Argentina      | Lollapalooza Argentina                               |
| 19 de marzo de 2016              | Santiago de Chile | Chile          | Lollapalooza Chile                                   |
| Badlands Tour: Final Installment |                   |                |                                                      |
| Norteamérica                     |                   |                |                                                      |
| 16 de abril de 2016              | Indio             | Estados Unidos | Coachella                                            |
| 23 de abril de 2016              | Indio             | Estados Unidos | Coachella                                            |
| 14 de mayo de 2016               | Columbia          | Estados Unidos | Sweetlife Festival                                   |
| 9 de junio de 2016               | Misisipi          | Estados Unidos | Bonnaroo Music Festival                              |
| 11 de junio de 2016              | Misisipi          | Estados Unidos | Bonnaroo Music Festival                              |
| 18 de junio de 2016              | Mansfield         | Estados Unidos | Xfinity Center                                       |
| 6 de julio de 2016               | Orlando           | Estados Unidos | CFE Arena                                            |
| 8 de julio de 2016               | Houston           | Estados Unidos | Revention Music Center                               |
| 9 de julio de 2016               | New Braunfels     | Estados Unidos | Whitewater Amphitheater                              |
| 10 de julio de 2016              | Allen             | Estados Unidos | Allen Event Center                                   |
| 12 de julio de 2016              | Phoenix           | Estados Unidos | Comerica Theatre                                     |
| 14 de julio de 2016              | Los Ángeles       | Estados Unidos | Shrine Exposition Hall                               |
| 15 de julio de 2016              | Los Ángeles       | Estados Unidos | Shrine Exposition Hall                               |
| 16 de julio de 2016              | San Diego         | Estados Unidos | Cal Coast Credit Union Open Air Theatre              |
| 21 de julio de 2016              | Colorado          | Estados Unidos | Red Rocks Amphitheatre                               |
| 22 de julio de 2016              | Kansas City       | Estados Unidos | Midland Theatre                                      |
| 26 de julio de 2016              | Milwaukee         | Estados Unidos | Eagles Ballroom                                      |
| 27 de julio de 2016              | Detroit           | Estados Unidos | The Masonic Temple                                   |
| 29 de julio de 2016              | Indianápolis      | Estados Unidos | Farm Bureau Insurance Lawn at White River State Park |
| 31 de julio de 2016              | Chicago           | Estados Unidos | Lollapalooza                                         |
| 2 de agosto de 2016              | Cleveland         | Estados Unidos | Jacobs Pavilion                                      |
| 3 de agosto de 2016              | Toronto           | Canadá         | TD Echo Beach                                        |
| 4 de agosto de 2016              | Uncasville        | Estados Unidos | Mohegan Sun Arena                                    |
| 6 de agosto de 2016              | San Francisco     | Estados Unidos | Outside Lands Music and Arts Festival                |
| 9 de agosto de 2016              | Pittsburgh        | Estados Unidos | Stage AE                                             |
| 11 de agosto de 2016             | Filadelfia        | Estados Unidos | Festival Pier                                        |
| 12 de agosto de 2016             | Boston            | Estados Unidos | Agganis Arena                                        |
| 13 de agosto de 2016             | Nueva York        | Estados Unidos | Madison Square Garden                                |
| 3 de septiembre de 2016          | Edmonton          | Canadá         | Borden Park                                          |
| 4 de septiembre de 2016          | Calgary           | Canadá         | Fort Calgary                                         |
| Asia                             |                   |                |                                                      |
| 18 de septiembre de 2016         | Singapur          | Singapur       | Circuito callejero de Marina Bay                     |

### Recaudaciones
- La lista que se muestra a continuación, es una lista de las recaudaciones que tuvo The Badlands Tour en algunas ciudades de Estados Unidos y Canadá.

| Lugar                 | Ciudad           | País           | Entradas vendidas/disponibles | Recaudación |
| --------------------- | ---------------- | -------------- | ----------------------------- | ----------- |
| 9:30 Club             | Washington D. C. | Estados Unidos | 1,200 / 1,200                 | $24.000     |
| Newport Music Hall    | Columbus         | Estados Unidos | 1,700 / 1,700                 | $25.900     |
| The Vic Theatre       | Chicago          | Estados Unidos | 2,800 / 2,800                 | $53.200     |
| Metropolis            | Montreal         | Canadá         | 2,350 / 2,350                 | $35.144     |
| Mohegan Sun Arena     | Uncasville       | Estados Unidos | 6,120 / 6,120                 | $183.600    |
| Madison Square Garden | Nueva York       | Estados Unidos | 18,200 / 18,200               | $501.282    |
| Total                 | Total            | Total          | 32,370 / 32,370 (100%)        | $828,126    |